# 家畜伝染病予防法
家畜伝染病予防法（かちくでんせんびょうよぼうほう、昭和26年5月31日法律第166号）は、家畜の伝染性疾病（伝染病）の発生の予防、およびまん延の防止に関する日本の法律である。略称は家伝法（かでんほう）。
農林水産省消費・安全局動物衛生課が所管し、動物検疫所動物検疫課、畜産局畜産振興課、および厚生労働省健康・生活衛生局企画・検疫課と連携して執行にあたる。2003年の消費・安全局発足前は、生産局衛生課が所管していた。

## 構成
- 第1章 - 総則（第1条 - 第3条の2）
  - 第1条 - 目的
  - 第2条 - 定義
  - 第3条 - 管理者に対する適用
  - 第3条の2 - 特定家畜伝染病防疫指針等
- 第2章 - 家畜の伝染性疾病の発生の予防（第4条 - 第12条の7）
  - 第4条 - 伝染性疾病についての届出義務
  - 第4条の2 - 新疾病についての届出義務
  - 第5条 - 監視伝染病の発生の状況等を把握するための検査等
  - 第6条 - 注射、薬浴又は投薬
  - 第7条 - 検査、注射、薬浴又は投薬を行つた旨の表示
  - 第8条 - 証明書の交付
  - 第8条の2 - 消毒設備の設置等の義務
  - 第9条 - 消毒方法等の実施
  - 第10条 - 伝染性疾病の病原体により汚染された場所の消毒等
  - 第11条 - 化製場についての制限
  - 第12条 - 家畜集合施設についての制限
  - 第12条の2 - 報告及び通報の義務
  - 第12条の3 - 飼養衛生管理基準
  - 第12条の4 - 定期の報告
  - 第12条の5 - 指導及び助言
  - 第12条の6 - 勧告及び命令
  - 第12条の7 - 家畜の飼養に係る衛生管理の状況等の公表
- 第3章 - 家畜伝染病のまん延の防止（第13条 - 第35条の2）
  - 第13条 - 患畜等の届出義務
  - 第13条の2 - 農林水産大臣の指定する症状を呈している家畜の届出義務
  - 第14条 - 隔離の義務
  - 第15条 - 通行の制限又は遮断
  - 第16条 - と殺の義務
  - 第17条 - 患畜等の殺処分
  - 第17条の2 - 患畜等以外の家畜の殺処分
  - 第18条 - と殺の届出
  - 第19条 - と殺に関する指示
  - 第20条 - 病性鑑定のための処分
  - 第21条 - 死体の焼却等の義務
  - 第22条 - 化製場等に関する法律の特例
  - 第23条 - 汚染物品の焼却等の義務
  - 第24条 - 発掘の禁止
  - 第25条 - 畜舎等の消毒の義務
  - 第26条 - 倉庫等の消毒
  - 第27条 - 航海中の特例
  - 第28条 - 病原体に触れた者の消毒の義務
  - 第28条の2 - 消毒設備の設置場所を通行する者の消毒の義務
  - 第29条 - 患畜等の表示
  - 第30条 - 消毒方法等の実施
  - 第31条 - 検査、注射、薬浴又は投薬
  - 第32条 - 家畜等の移動の制限
  - 第33条 - 家畜集合施設の開催等の制限
  - 第34条 - 放牧等の制限
  - 第35条 - 報告及び通報の義務
  - 第35条の2 - 発生の原因の究明
- 第4章　輸出入検疫等（第36条 - 第46条の4）
  - 第36条 - 輸入禁止
  - 第36条の2 - 病原体の輸入に関する届出
  - 第37条 - 輸入のための検査証明書の添付
  - 第38条 - 輸入場所の制限
  - 第38条の2 - 動物の輸入に関する届出等
  - 第39条 - 検疫信号
  - 第40条 - 輸入検査
  - 第41条 - 輸入検査
  - 第42条 - 郵便物等としての輸入
  - 第43条 - 郵便物等としての輸入
  - 第44条 - 輸入検疫証明書の交付等
  - 第45条 - 輸出検査
  - 第46条 - 検査に基づく処置
  - 第46条の2 - 入国者に対する質問等
  - 第46条の3 - 入国者の携帯品の消毒
  - 第46条の4 - 協力の要請
- 第5章　病原体の所持に関する措置（第46条の5 - 第46条の22）
  - 第46条の5 - 家畜伝染病病原体の所持の許可
  - 第46条の6 - 許可の基準等
  - 第46条の7 - 許可証
  - 第46条の8 - 許可事項の変更
  - 第46条の9 - 許可の取消し等
  - 第46条の10 - 家畜伝染病病原体の譲渡し及び譲受けの制限
  - 第46条の11 - 滅菌等
  - 第46条の12 - 家畜伝染病発生予防規程の作成等
  - 第46条の13 - 病原体取扱主任者の選任等
  - 第46条の14 - 教育訓練
  - 第46条の15 - 記帳義務
  - 第46条の16 - 施設の基準等
  - 第46条の17 - 保管等の基準等
  - 第46条の18 - 災害時の応急措置
  - 第46条の19 - 届出伝染病等病原体の所持の届出
  - 第46条の20 - 準用
  - 第46条の21 - 事業所管大臣等に対する要請
  - 第46条の22 - 適用除外
- 第6章 - 雑則 （第47条 - 第62条の6）
  - 第47条 - 農林水産大臣の都道府県知事に対する指示
  - 第48条 - 国の都道府県に対する協力
  - 第48条の2 - 家畜防疫員の派遣の要請
  - 第49条 - 動物用生物学的製剤等の譲与又は貸付
  - 第50条 - 動物用生物学的製剤の使用の制限
  - 第51条 - 立入検査等
  - 第52条 - 報告
  - 第52条の2 - 伝染性疾病の発生の状況等に関する情報の収集及び公表
  - 第52条の3 - 不服申立ての制限
  - 第53条 - 家畜防疫官及び家畜防疫員
  - 第54条 - 証票の携帯等
  - 第55条 - 服制
  - 第56条 - 処分の承継人に対する効力
  - 第57条 - 特別区に関する規定の適用
  - 第58条 - 手当金
  - 第59条 - 費用の負担
  - 60条 - 費用の負担
  - 第60条の2 - 指定家畜に係る補償金等
  - 第60条の3 - 初期段階の措置に係る財政上の措置
  - 第61条 - 家畜保健衛生所長への事務の委任
  - 第62条 - 監視伝染病以外の疾病に対するこの法律の準用
  - 第62条の2 - 予防のための自主的措置
  - 第62条の3 - 厚生労働大臣及び環境大臣との関係
  - 第62条の4 - 連絡及び協力
  - 第62条の5 - 事務の区分
  - 第62条の6 - 経過措置
- 第7章 - 罰則（第63条 - 第69条）
- 附則抄

## 資格
- 獣医師
- 家畜防疫員
- 種畜検査員

## 家畜伝染病予防法上の監視伝染病
家畜の伝染性疾病の発生の予防やまん延の防止のため、家畜伝染病予防法2条1項において具体的に定められている伝染性疾病を家畜伝染病（法定伝染病）という。また、家畜伝染病予防法4条の委任を受けて農林水産省令（具体的には家畜伝染病施行規則2条）で定められている伝染性疾病を届出伝染病という。家畜伝染病と届出伝染病を総称して監視伝染病という（伝染病予防法5条1項）。家畜伝染病の場合にも届出伝染病の場合にも、法律や政令で定められた特定の家畜の種類についての伝染性疾病のみを指す（家畜伝染病予防法2条1項、家畜伝染病予防法施行令1条、家畜伝染病予防法施行規則2条参照）。
なお、日本獣医学会の提言で家畜の伝染病疾病の名称変更が行われた。

### 家畜伝染病（法定伝染病）
家畜伝染病（法定伝染病）には、家畜伝染病予防法2条1項で具体的に28種の伝染性疾病が定められており、それぞれ家畜伝染病予防法2条や家畜伝染病予防法施行令1条に定められている特定の家畜の種類についてのもののみを指す。
|    | 伝染性疾病の種類                                                 | 家畜の種類（※印は政令で追加されているもの）                |
| -- | ---------------------------------------------------------------- | ---------------------------------------------------------- |
| 1  | 牛疫                                                             | 牛、めん羊、山羊、豚、水牛※、鹿※、いのしし※                |
| 2  | 牛肺疫                                                           | 牛、水牛※、鹿※                                             |
| 3  | 口蹄疫                                                           | 牛、めん羊、山羊、豚、水牛※、鹿※、いのしし※                |
| 4  | 流行性脳炎                                                       | 牛、馬、めん羊、山羊、豚、水牛※、鹿※、いのしし※            |
| 5  | 狂犬病                                                           | 牛、馬、めん羊、山羊、豚、水牛※、鹿※、いのしし※            |
| 6  | 水疱性口内炎                                                     | 牛、馬、豚、水牛※、鹿※、いのしし※                          |
| 7  | リフトバレー熱                                                   | 牛、めん羊、山羊、水牛※、鹿※                               |
| 8  | 炭疽                                                             | 牛、馬、めん羊、山羊、豚、水牛※、鹿※、いのしし※            |
| 9  | 出血性敗血症                                                     | 牛、めん羊、山羊、豚、水牛※、鹿※、いのしし※                |
| 10 | ブルセラ症                                                       | 牛、めん羊、山羊、豚、水牛※、鹿※、いのしし※                |
| 11 | 結核                                                             | 牛、山羊、水牛※、鹿※                                       |
| 12 | ヨーネ病                                                         | 牛、めん羊、山羊、水牛※、鹿※                               |
| 13 | ピロプラズマ症（農林水産省令で定める病原体によるものに限る）     | 牛、馬、水牛※、鹿※                                         |
| 14 | アナプラズマ症（農林水産省令で定める病原体によるものに限る）     | 牛、水牛※、鹿※                                             |
| 15 | 伝達性海綿状脳症                                                 | 牛、めん羊、山羊、水牛※、鹿※                               |
| 16 | 鼻疽                                                             | 馬                                                         |
| 17 | 馬伝染性貧血                                                     | 馬                                                         |
| 18 | アフリカ馬疫                                                     | 馬                                                         |
| 19 | 小反芻獣疫                                                       | めん羊、山羊、鹿※                                          |
| 20 | 豚熱                                                             | 豚、いのしし※                                              |
| 21 | アフリカ豚熱                                                     | 豚、いのしし※                                              |
| 22 | 豚水疱病                                                         | 豚、いのしし※                                              |
| 23 | 家きんコレラ                                                     | 鶏、あひる、うずら、七面鳥※                                |
| 24 | 高病原性鳥インフルエンザ                                         | 鶏、あひる、うずら、きじ※、だちょう※、ほろほろ鳥※、七面鳥※ |
| 25 | 低病原性鳥インフルエンザ                                         | 鶏、あひる、うずら、きじ※、だちょう※、ほろほろ鳥※、七面鳥※ |
| 26 | ニューカッスル病                                                 | 鶏、あひる、うずら、七面鳥※                                |
| 27 | 家きんサルモネラ症（農林水産省令で定める病原体によるものに限る） | 鶏、あひる、うずら、七面鳥※                                |
| 28 | 腐蛆病                                                           | みつばち                                                   |

### 届出伝染病
届出伝染病については、家畜伝染病予防法4条1項の委任を受けて、家畜伝染病施行規則2条で71種の伝染性疾病が定められており、それぞれ同条で定められている特定の家畜についてのもののみを指す。
|    | 伝染性疾病の種類           | 家畜の種類                                               |
| -- | -------------------------- | -------------------------------------------------------- |
| 1  | ブルータング               | 牛、水牛、しか、めん羊、山羊                             |
| 2  | アカバネ病                 | 牛、水牛、めん羊、山羊                                   |
| 3  | 悪性カタル熱               | 牛、水牛、しか、めん羊                                   |
| 4  | チュウザン病               | 牛、水牛、山羊                                           |
| 5  | ランピースキン病           | 牛、水牛                                                 |
| 6  | 牛ウイルス性下痢           | 牛、水牛                                                 |
| 7  | 牛伝染性鼻気管炎           | 牛、水牛                                                 |
| 8  | 牛伝染性リンパ腫           | 牛、水牛                                                 |
| 9  | アイノウイルス感染症       | 牛、水牛                                                 |
| 10 | イバラキ病                 | 牛、水牛                                                 |
| 11 | 牛丘疹性口内炎             | 牛、水牛                                                 |
| 12 | 牛流行熱                   | 牛、水牛                                                 |
| 13 | 類鼻疽                     | 牛、水牛、しか、馬、めん羊、山羊、豚、いのしし           |
| 14 | 破傷風                     | 牛、水牛、しか、馬                                       |
| 15 | 気腫疽                     | 牛、水牛、しか、めん羊、山羊、豚、いのしし               |
| 16 | レプトスピラ症             | 牛、水牛、しか、豚、いのしし、犬                         |
| 17 | サルモネラ症               | 牛、水牛、しか、豚、いのしし、鶏、あひる、七面鳥、うずら |
| 18 | 牛カンピロバクター症       | 牛、水牛                                                 |
| 19 | トリパノソーマ症           | 牛、水牛、馬                                             |
| 20 | トリコモナス症             | 牛、水牛                                                 |
| 21 | ネオスポラ症               | 牛、水牛                                                 |
| 22 | 牛バエ幼虫症               | 牛、水牛                                                 |
| 23 | ニパウイルス感染症         | 馬、豚、いのしし                                         |
| 24 | 馬インフルエンザ           | 馬                                                       |
| 25 | 馬ウイルス性動脈炎         | 馬                                                       |
| 26 | 馬鼻肺炎                   | 馬                                                       |
| 27 | ヘンドラウイルス感染症     | 馬                                                       |
| 28 | 馬痘                       | 馬                                                       |
| 29 | 野兎病                     | 馬、めん羊、豚、いのしし、兎                             |
| 30 | 馬伝染性子宮炎             | 馬                                                       |
| 31 | 馬パラチフス               | 馬                                                       |
| 32 | 仮性皮疽                   | 馬                                                       |
| 33 | 伝染性膿疱性皮膚炎         | 鹿、めん羊、山羊                                         |
| 34 | ナイロビ羊病               | めん羊、山羊                                             |
| 35 | 羊痘                       | めん羊                                                   |
| 36 | マエディ・ビスナ           | めん羊                                                   |
| 37 | 伝染性無乳症               | めん羊、山羊                                             |
| 38 | 流行性羊流産               | めん羊                                                   |
| 39 | トキソプラズマ症           | めん羊、山羊、豚、いのしし                               |
| 40 | 疥癬                       | めん羊                                                   |
| 41 | 山羊痘                     | 山羊                                                     |
| 42 | 山羊関節炎・脳炎           | 山羊                                                     |
| 43 | 山羊伝染性胸膜肺炎         | 山羊                                                     |
| 44 | オーエスキー病             | 豚、いのしし                                             |
| 45 | 伝染性胃腸炎               | 豚、いのしし                                             |
| 46 | 豚テシオウイルス性脳脊髄炎 | 豚、いのしし                                             |
| 47 | 豚繁殖・呼吸障害症候群     | 豚、いのしし                                             |
| 48 | 豚水疱疹                   | 豚、いのしし                                             |
| 49 | 豚流行性下痢               | 豚、いのしし                                             |
| 50 | 萎縮性鼻炎                 | 豚、いのしし                                             |
| 51 | 豚丹毒                     | 豚、いのしし                                             |
| 52 | 豚赤痢                     | 豚、いのしし                                             |
| 53 | 鳥インフルエンザ           | 鶏、あひる、七面鳥、うずら                               |
| 54 | 低病原性ニューカッスル病   | 鶏、あひる、七面鳥、うずら                               |
| 55 | 鶏痘                       | 鶏、うずら                                               |
| 56 | マレック病                 | 鶏、うずら                                               |
| 57 | 鶏伝染性気管支炎           | 鶏                                                       |
| 58 | 鶏伝染性喉頭気管炎         | 鶏                                                       |
| 59 | 伝染性ファブリキウス嚢病   | 鶏                                                       |
| 60 | 鶏白血病                   | 鶏                                                       |
| 61 | 鳥結核                     | 鶏、あひる、七面鳥、うずら                               |
| 62 | 鳥マイコプラズマ症         | 鶏、七面鳥                                               |
| 63 | ロイコチトゾーン症         | 鶏                                                       |
| 64 | あひるウイルス性肝炎       | あひる                                                   |
| 65 | あひるウイルス性腸炎       | あひる                                                   |
| 66 | 兎出血病                   | 兎                                                       |
| 67 | 兎粘液腫                   | 兎                                                       |
| 68 | バロア症                   | みつばち                                                 |
| 69 | チョーク病                 | みつばち                                                 |
| 70 | アカリンダニ症             | みつばち                                                 |
| 71 | ノゼマ症                   | みつばち                                                 |

## 患畜・疑似患畜
家畜伝染病（腐蛆病を除く）にかかっている家畜を患畜、患畜である疑いがある家畜や患畜となるおそれがある家畜を疑似患畜という（家畜伝染病予防法2条2項）。 
処置
第21条の死体の焼却等の義務によって、死体を焼却する。焼却場もしくは、人家、飲料水、河川又は道路に近接しない、家畜が接近しない場所にて穴の中で焼却を行う。
死体の埋却は、あらかじめ農場ごとに確保されている埋却地にて行う。